# Neoraja stehmanni
Neoraja stehmanni är en rockeart som först beskrevs av Hulley 1972.  Neoraja stehmanni ingår i släktet Neoraja och familjen egentliga rockor. Inga underarter finns listade i Catalogue of Life.
Individerna blir med svans upp till 38 cm långa. Neoraja stehmanni har en något spetsig nos och stora ögon som sitter tät intill varandra. Hos vuxna exemplar är svansen lite längre än skivan som bildas av huvudet och bålen. Denna rocka har på ovansidan en gråbrun färg och på svansen förekommer 6 till 7 mörka tvärstrimmor. Undersidan är tydlig ljusare med undantag av svarta kanter vid framsidan och baksidan av skivan. Även svansens undersida är lite mörkare. Äggen kännetecknas av ett utskott som liknar ett horn.
Arten förekommer i södra Atlanten vid Sydafrikas västra kustlinje. Utbredningsområdet sträcker sig enligt FishBase från mynningen av Oranjefloden till Kap Agulhas. Rockan lever vanligen i regioner som ligger 100 till 1025 meter under havsytan. Honor lägger ägg. Honor blir könsmogna när de är 30 cm långa (med svans) och hanar vid en längd av 31 till 32 cm. Vanligen läggs två ägg per tillfälle. Nykläckta unga livnär sig av gulesäckens innehåll.
Det sker inget fiske på arten. Flera exemplar dör när de fångas som bifångst under fiske på andra arter. Antagligen minskar populationen något. IUCN kategoriserar arten globalt som livskraftig (LC).